# Підземне кладовище Кар'я
58°30′12″ пн. ш. 22°44′34″ сх. д. / 58.503379981408° пн. ш. 22.742860293718° сх. д.
Підземне кладовище Кар'я (ест. Karja maa-alune kalmistu) —  середньовічне кладовище (XIII—XIV ст.) в селі Кар'я, у волості Сааремаа, повіт Сааре, Естонія. Кладовище розташоване на захід від дороги Тутку-Пярсама (№ 21161), на відкритій місцевості. На схід від цвинтаря, обабіч дороги — археологічна пам'ятка поселення. Рег. № 12474. Зареєстрований: 10.08.2014.

## Історія
Цвинтар був виявлений у 1949 році, коли там велися будівельні роботи. У 1955 році кладовище було розкопано під керівництвом естонського археолога Айти Кустін (22.03.1930, Ару-кюла, муніципалітет Раквере — 14.08.1970)
На кладовищі було знайдено 32 скелети, (10 жіночих, 11 чоловічих і 8 дитячих скелетів, оскільки стать трьох знайдених скелетів вже не вдалося визначити через погану збереженість), які були поховані в могилах глибиною 60-80 см.
Всього на кладовищі Кар'я, площею 300—400 кв. метрів, могло бути близько 70 поховань, але частина могил залишилася під будівлями. Глибина більш-менш овальних і пласкодонних могил становила 60-80 см, найбільша відстань могил одна від одної 2-3 метри. У кожній могилі ховали одного небіжчика, лише у двох могилах були доросла людина і дитина. Деякі могили містили уламки дерев'яної труни та цвяхи. Померлих клали в могилу, як християн, головою на захід. Руки клали або прямо біля тіла, або зігнуті в лікті на грудях. Померлих ховали в парадному одязі, з прикрасами та деяким начинням. Цікавими є фрагменти одягу, знайдені в жіночих могилах, які прикрашені бронзовими браслетами та перснями. Могили містили невелику кількість предметів, часто лише один або кілька предметів одночасно в одній могилі. Більшість із них знайдено в жіночих похованнях, які являли собою в основному прикраси — соломинки-підкови, шпильки з овальними та хрестоподібними наконечниками, намистини, монети-підвіски, широкі тонкі та спіральні браслети, персні, деякі пряжки для поясів. Єдиним знаряддям, знайденим у жіночих могилах, був ніж. Чоловічі могили були значно біднішими, містили переважно ножі; знайдено також кілька ланцюгів, пряжки  для поясів, наконечник списа. Дитячі поховання були схожі на поховання дорослих, причому в дитячих могилах було дещо більше знахідок, ніж у чоловічих, але менше, ніж у жіночих.   
Найпоширенішим знаряддям праці був ніж. На відміну від пізньоантичних могил, тут не було зброї. За знахідками поховання можна датувати XIII—XIV ст. На початку 2-го тисячоліття такий спосіб прикраси одягу був поширений у всіх країнах Балтії, а також у Фінляндії та Карелії. Всього в 2 км від кладовища знаходиться церква Кар'я, яка була побудована в середині 13 століття і проіснувала більшу частину часу, коли на кладовищі здійснювалися поховання.  Розташування цвинтаря поблизу церкви проливає світло на тогочасні стосунки між селом і церквою.